# Global Liberation Army
Global Liberation Army (GLA) je fiktivní teroristická skupina z počítačové hry Command and Conquer: Generals a jejího datadisku Zero Hour. Její síla spočívá v partyzánských útocích a účinném maskování, což jsou její zbraně proti nepřátelům, které představují USA a Čína. I přes ohromný potenciál k partyzánské válce, je GLA pravděpodobně nejslabší ze všech tří stran ve hře. Tato slabost vyplývá z nedostatečné obrany a chybějícího letectva (viz Jednotky).

## Charakteristika, ideologie a cíle
GLA je sice teroristická skupina, ovšem její výzbroj přesahuje arzenál, který tyto skupiny běžně mívají. Tato organizace má v arzenálu vyjma „klasických“ sebevražedných atentátníků, vojáků se samopaly či s raketometem i zbraně jako střely SCUD, tanky či traktory chrlící jed na protivníky.
GLA se dá nejlépe přirovnat k Al-Kajdě, se kterou si je podobná v několika faktorech.
GLA chce vytvořit ohromný stát, kde by ona vládla.

## Prostředky
GLA používá rozsáhlé spektrum jednotek a budov. Tyto jednotky mají především partyzánský charakter. Proto se GLA hodí především pro týmové hry 3x3, či 4x4, kde bude hráč hrající s GLA představovat sabotéra, který ovšem bude skryt za svými spojenci. Padnou-li spojenci, padne i GLA, která se nebude umět ubránit sofistikovaným zbraním Američanů či čínské převaze, případně obojímu.

## Jednotky
- Rebel
Tento pěšák má více odhodlání, než tréninku a vybavení, což se projevuj tím, že je ozbrojen pouze samopalem. Rebel může být vylepšen pokroky Armor piercing bullets (průrazné kulky) v Black market, Camouflage (kamufláž) v Palace a Capture building (obsazení budov) v Barracks.
- RPG Trooper
Tento pěšák je základní zbraní GLA proti vozidlům. Může být vylepšen pokrokem AP Rockets v Black Market. RPG Trooper je nejužitečnější, když je ve velkém množství osazen v budovách jako obrana proti rychlým tankovým útokům.
- Terrorist (Terorista)
Není moc způsobů, jak se mu ubránit. Terrorist je levný, ozbrojený několika kilogramy C4 a jeho hlavním úkolem je vyhazovat jednotky nebo budovy do vzduchu při sebevražedném atentátu. Tato jednotka může používat auta pro rychlejší a smrtelnější útoky.
- Hijacker (Lupič)
Tito lidé byli vycvičeni k jedinému; krást vozidla pro GLA. Když Hijakcer nemá co na práci, tak se zneviditelní. Když je mu nařízeno zaútočit, skočí do auta, zabije řidiče a začne ho ovládat.
- Jarmen Kell - generálova schopnost
Tento žoldák je odstřelovač s úžasnými dovednostmi v kamufláži. I když pracuje sám, dokáže obsadit budovu, aniž by to nepřítel poznal. Pomocí své pušky může zabít řidiče projíždějícího auta; jakmile je řidič zabit, auto může být použito pro účely GLA.
- Radar van (Radarové vozidlo)
Pomocí tohoto vozidla může GLA najít nepřátele. Tento radar se může pohybovat či zůstat skryt, záleží jen na stavu bojiště. Vylepšení Radar van v Black Market způsobí, že Radar van dokáže odkrýt část mapy na určitý čas a odhalit místní skryté jednotky.
- Technical
Tento džíp, který má vzadu přimontovaný kulomet, je účinnou zbraní proti nepřátelské pěchotě a lehkým vozidlům. Když je vozidlo zničeno, může si Technical vzít části jeho výzbroje a zlepšit si tak svou útočnou kapacitu (např. přidáním raketometu). Technical může převážet pěchotu a sloužit tak jako přepravní vozidlo pro GLA. Může být vylepšen pokrokem Armor Piercing bullets v Black Market.
- Scorpion tank (Tank „Škorpion“)
Tyto lehké a staré tanky se výborně hodí pro strategii GLA; udeř a uteč. Jelikož je Scorpion tank není i přes svou rychlost pro těžší zbraně soupeřem. Může být vylepšen pomocí Scorpion Rocket (Raketa pro Škorpiony) v Arms Dealer a Toxin Shells (Jedová střela) v Palace.
- Rocket Buggy (Raketová bugyna)
Toto malé, rychlé vozidlo je ozbrojeno baterií raket s dlouhým dosahem. Když útočí, vypálí všechny své rakety a poté musí nabít. Takže, zaútočte a poté odjeďte pryč si nabít. Rocket Buggy může být vylepšena Armor Piercing bullets a Buggy Ammo (Munice pro buginy) v Black Market.
- Angry Mob (Zuřící dav)
GLA může povzbudit dav k útoku na nepřítele. Ze začátečních pěti vzbouřenců se může rychle stát ohromná masa. Generálové GLA mohu ozbrojit dav puškami AK-47 a zápalnými lahvemi k útoku na nepřátelské jednotky nebo budovy. Angry Mob může být vylepšen Arm the Mob (Ozbroj dav) v Palace.
- Toxin Tractor (Jedovatý traktor)
Tento přestavěný traktor vypouští jed na své nepřátele, který na určitý čas zamoří území. Tento jed je smrtelný pro pěchotu. Toxin Tractor je skvělá jednotka k vyklízení obsazených budov. Může být vylepšen Anthrax Beta v Palace.
- Bomb Truck (Bombový náklaďák)
Bomb Truck, který je možné dočasně zamaskovat za normální vozidlo, nadělá při svém překvapivém útoku ohromnou spoušť. Fanatický řidič si to totiž namíří přímo na nepřátelskou budovu či jednotku. U Bomb Truck je možné přidat množství nálože a biologickou zbraň.
- Quad Cannon (Čtyřranný kanon)
Tato jednotka ze sovětské éry, pořizovaná u Arms Dealer chrání GLA před útoky ze vzduchu. Čtyři těžké kulomety mohou zasahovat nejen vzdušné, ale i pozemní jednotky. Když je jednotka zničena, může se Quad Cannon vylepšit (viz Technical). Quad Cannon může být vylepšen pomocí Armor Piercing bullets v Black Market.
- SCUD Launcher (Odpalovač raket SCUD) - generálova schopnost
Tato jednotka ze sovětské éry rozsévá zkázu na nepřátelských budovách. SCUD Launcher může pálit dva druhy střel: vysoce explozivní nebo antraxovou, která otráví oblast, kde explodovala. Může být vylepšen Anthrax Beta v Palace.
- Marauder Tank (Tank „Záškodník“) - generálová schopnost
Schopnosti tohoto tanku, pořizovaného v Arms Dealer, přesahují schopnosti Scorpion Tank. Po poražení svých nepřátel se může vylepšit (viz Technical). Může být vylepšen pomocí Toxin Shells v Palace.
- Saboteur (Sabotér) - jen v Zero Hour
Tento muž dostal speciální výcvik v umění plížení a sabotáže. Mimo jiné i díky svým schopnostem zdolávat útesy se může lehce dostat do nepřátelské základny a přivodit zkázu budovat. Pokud se Saboteur dostane do Command Center, všechny generálovy schopnosti jsou smazány.
- Combat Cycle (Bojová motorka) - jen v Zero Hour
Tato motorka, osazená některým členem armády GLA, je levná a velmi pohyblivá. Hodí se pro zjišťování umístění nepřátel. Combat Cycle má schopnosti jednotky, která ho řídí.
- Battle Bus (Bitevní autobus) - jen v Zero Hour
Tento autobus může sloužit jako přepravník jednotek GLA na frontu. Transportované jednotky mohou střílet z jeho oken a když jsou venku, tak může Battle Bus sloužit jako jejich úkryt.

## Budovy
- Command Center (Velitelské centrum)
GLA v této budově trénuje své dělníky. Taky se zde dají vynalézt pokroky Ambush (Přepadení), Anthrax Bomb (Antraxová bomba) a Emergency Repair (Naléhavá oprava).
- Supply Stash (Skrýš se zásobami)
V těchto budovách skladuje GLA své zásoby. Když se Supply Stash postavena, automaticky z ní vyjde dělník, který začne okamžitě sbírat suroviny.
- Tunnel Network (Tunelová síť)
Tunnel Network dokáže ve velmi krátké době dostat bojovníky GLA do nepřátelského tábora. Je možno postavit několik vchodů, přičemž se v tunelech může ukrývat až 10 jednotek (včetně vozidel!). Každá jednotka přičemž může opustit podzemí jiným východem. Tunnel Network je od začátku vybavena dvěma RPG Troopery a kulometem.
- Demo Trap (Výbušná past)
Tyto ukryté bomby mohou zajistit bezpečí kolem Vaší základny. Demo Trap se aktivuje dvěma způsoby: Přiblížením nepřátelské jednotky nebo ručně.
- Barracks (Kasárna)
Všechny pěchotní jednotky včetně Rebel, Terrorist, Angry Mob, RPG Trooper a Jarmen Kell jsou trénovány v Barracks. Může zde být vynalezen pokrok Capture Building.
- Stinger Site (postavení raket Stinger)
GLA používá náramenní střely Stinger, aby ochránila svou základnu před leteckými útoky. Tuto povinnost vykonávají 3 vojáci, kteří jsou ukryti za barikádou z písku. Když jeden z nich padne, ostatní dva bojují, dokud nepřijde náhrada. Stinger Site ovšem slouží také jako obrana před pozemními útoky a může být vylepšen pomocí pokroku Armor Piercing bullets v Black Market.
- Amrs Dealer (Prodejce zbraní)
Když GLA potřebuje vozidla, zajde sem. Místní Arms Dealer dokáže prodat zbraně z celého světa. Vynalézá se zde také pokrok Scorpion Rockets.
- SCUD Storm (Bouře z raket SCUD)
Pokud je GLA vážně ohrožena vypálí SCUD Storm. Těchto devět raket obsahují kromě silné výbušniny i biologické zbraně, které okamžitě zabijí každou jednotku v místě dopadu. SCUD Storm může být vylepšena pokrokem Anthrax Beta v Palace.
- Palace (Palác)
Tato budova je zdroj všech tajemství GLA; dají se zde vynalézt pokroky zbraní, obrany i biologických útoků. Současně může být Palace obsazen až pěti bojovníky GLA a navíc nemůže být obsazen nepřátelskými jednotkami. Pokroky Camouflage, Anthrax Beta, Arm the Mob a Toxin Shells se dají vynalézt právě zde.
- Black Market (Černý trh)
GLA ví, jak využívat celosvětový nelegální obchod. GLA zde může získat velké množství pokroků a navíc je Black Market i automatickým generátorem peněz. Dají se zde vynalézt pokroky Armor Piercing Bullets, Junk Repair, Radar Scan, Armor Piercing Rockets a Buggy Ammo.
- Fake Structures (Falešné budovy) - jen v Zero Hour
Tyto budovy nutí protivníka měnit strategii a plýtvat svými zdroji. Ovšem za malý poplatek se mohou Fake Structures změnit v opravdové budovy, což protivníka opět nutí měnit strategii.

## Výhody a nevýhody GLA

### Výhody
- Budovy nespotřebovávají proud
- Díky tunelům se jednotky GLA mohou dostat na jakékoliv místo na mapě
- Všechny jednotky vynikají rychlostí
- Partyzánský způsob boje (bomby, odstřelovači…) zaměstnává nepřítelovu pozornost, takže se nedokáže soustředit na akce dalších hráčů v týmu.

### Nevýhody
- Nepřítomnost letectva
- Nedostatek kvalitní obrany
- Nedostatek silně obrněných jednotek pro úder na silně opevněnou nepřátelskou základnu

## Závěr
GLA je veskrze partyzánská skupina, z čehož plynou všechny její výhody a nevýhody. Tato strana těží z rychlého začátku, ovšem na konci hry slábne díky tomu, že protivník již má (drahé) vyspělé jednotky a jejich pokroky.